# Asura dharma
Asura dharma är en fjärilsart som beskrevs av Moore 1879. Asura dharma ingår i släktet Asura och familjen björnspinnare. Inga underarter finns listade i Catalogue of Life.